# Ligdus
Ligdus Thorell, 1895 è un genere di ragni appartenente alla famiglia Salticidae.

## Distribuzione
L'unica specie nota di questo genere è stata ritrovata in una località della Birmania.

## Tassonomia
L'esemplare rinvenuto, di sesso femminile, fu descritto da Thorell nel 1895. L'aracnologo Simon ritenne questo esemplare molto vicino al genere Copocrossa. Le peculiarità di un esemplare immaturo, che già mostrava le zampe provviste dei processi spinali, sono state disegnate dall'aracnologo Prószynski nel 1984.
A maggio 2010, si compone di una specie:
- Ligdus chelifer Thorell, 1895[4] — Birmania